# Måns Mannerfelt
Gustaf Magnus Theodor (Måns) Mannerfelt, född den 11 maj 1884 i Asklanda församling, Älvsborgs län, död den 7 december 1960 i Uppsala, var en svensk officer och skriftställare. Han var son till Otto Mannerfelt samt far till Thure och Carl Mannerfelt.
Mannerfelt blev underlöjtnant vid Göta artilleriregemente 1904 och kapten 1917. Han genomgick Infanteriskjutskolan 1912 och beviljades avsked med pension 1934. Mannerfelt var ordförande i Göteborgs fältskytteförening 1909–1910 samt sekreterare och tävlingsledare i Kungliga Automobilklubbens Göteborgsavdelning 1918–1921. Han tjänstgjorde vid krigshistoriska avdelningen vid generalstaben 1921–1925, 1928 och 1932, vid försvarets kommandoexpedition 1927-1931 och vid krigshistoriska avdelningen vid försvarsstaben 1944. Mannerfelt var  tävlingsryttare. Han redigerade Göteborgs Försvar 1917–1925 och utgav Västgötavägar I–IV (1938–1952). Mannerfelt blev riddare av Svärdsorden 1925 och av Vasaorden 1948.